# Jagged Little Thrill
Jagged Little Thrill – trzeci studyjny album amerykańskiego zespołu Jagged Edge. Został wydany w 2001 roku. Album debiutował na 3. miejscu notowania Billboard 200. Został zatwierdzony jako platyna przez RIAA.

## Lista utworów
|     | Tytuł                                       | Czas |
| --- | ------------------------------------------- | ---- |
| 1.  | „The Saga Continues”                        | 0:45 |
| 2.  | „Where the Party At” (Feat. Nelly)          | 3:52 |
| 3.  | „Goodbye”                                   | 4:33 |
| 4.  | „Cut Somethin'” (Feat. Ludacris)            | 3:41 |
| 5.  | „Girl It's Over”                            | 4:28 |
| 6.  | „Can We Be Tight”                           | 4:18 |
| 7.  | „I Got It” (Feat. Trina)                    | 3:04 |
| 8.  | „Best Man”                                  | 4:13 |
| 9.  | „Nothing Without You”                       | 3:33 |
| 10. | „Driving Me to Drink”                       | 3:23 |
| 11. | „This Goes Out” (Feat. Big Duke & Joe Blak) | 3:30 |
| 12. | „Respect”                                   | 4:44 |
| 13. | „Head of Household”                         | 4:42 |
| 14. | „Remedy”                                    | 5:13 |